# Martín Arzuaga
Martín Enrique Arzuaga (né le 23 juillet 1981 à Becerril en Colombie) est un footballeur international colombien, qui évolue au poste d'attaquant.

## Biographie

### Carrière en sélection
Avec l'équipe de Colombie, il dispute 10 matchs (pour un but inscrit) entre 2003 et 2005. Il figure notamment dans le groupe des sélectionnés lors de la Coupe des confédérations de 2003 (sans toutefois jouer de matchs).
Il dispute également la Gold Cup de 2005 avec la sélection colombienne.

## Palmarès
Atlético Junior
- Championnat de Colombie (1) :
  - Champion : 2004 (Clôture).